# José Joaquim Seguins de Oliveira
José Joaquim Seguins de Oliveira, primeiro e único Barão de Itapary (São Luís do Maranhão, 17 de junho de 1858 — São Luís do Maranhão, 22 de maio de 1929) foi um fazendeiro brasileiro.
Filho do comendador José Antonio de Oliveira e de sua mulher Maria Isabel Seguins De Oliveira, casou-se com Genoveva Hortência Bianchi Sales de Caldeira.
Era bacharel em Direito em Portugal, senhor de terras e engenhos na região do Mearim, Cajapió e Coroatá. Dentre inúmeras propriedades, gados, jóias, pratarias e ouro, herdou mais de 400 escravos que trabalhavam nas fazendas deixadas por seus pais, tendo-os alforriado no ano de 1886. Esse gesto lhe valeu o título de Barão de Itapary, concedido pela Princesa Regente, Isabel de Orleans e referendado pelo conselheiro João Alfredo Correia de Oliveira, presidente do gabinete de governo, em 12 de maio de 1888.
Deixou inúmeros descendentes,que já contam sua quarta geração.